# Millenniumschoen Award
De Millenniumschoen Award wordt jaarlijks uitgereikt aan een Nederlandse topsporter, trainer of coach, die zich heeft ingezet voor sport en ontwikkelingssamenwerking. In 2008 vond de uitreiking plaats tijdens het slotevent van de.

## Winnaars
- 2006: Aron Winter
- 2007: Lornah Kiplagat, voor haar Lornah Kiplagat Foundation, de stichting die kansarme meisjes in Kenia via het volgen van onderwijs een kansrijk bestaan probeert te bieden.
- 2008: Clarence Seedorf, voor zijn inzet voor armoede bestrijding in ontwikkelingslanden zoals nu ook weer in de aanloop naar het WK voetbal in 2010 in Zuid-Afrika.
- 2009: Zainab Makhlouf, voor haar inzet voor sport en vrouwen in Nederland en Buitenland.